# Rolls-Royce Limited
A Rolls-Royce Limited foi uma fabricante britânica de carros de luxo e mais tarde de motores aeronáuticos criada em 1904 pela associação de Charles Rolls and Henry Royce. A Rolls-Royce Limited foi formalizada em 15 de março de 1906. Lastreados pela reputação estabelecida por Royce com seus guindastes eles estabeleceram rapidamente uma reputação de superioridade em engenharia fabricando o "melhor carro do mundo". A Primeira Guerra Mundial os levou a fabricar motores aeronáuticos. Eles se juntaram ao desenvolvimento de motores a jato em 1940, e mais tarde passaram a fabricá-los.